# Бікітаїт
Бікітаїт (рос. бикитаит; англ. bikitaite; нім. Bikitait m) — мінерал, водний алюмосилікат літію.

## Загальний опис
Хімічна формула: 2 [LiAlSi2O6xH2O]. Містить (%): Li2О — 6,51; Al2О3 — 26,68; SiO2 — 55,79; H2O — 9,82. Сингонія моноклінна. Густина 2,29. Твердість 6,5. Безбарвний до білого. Блиск скляний. Форми виділення: псевдоромбічні таблитчасті кристали, масивні агрегати. Вперше знайдений на родовищі Бікіта в Зімбабве. Зустрічається в пегматитах.